# Herrainsaari (ö i Mellersta Finland)
Herrainsaari är en ö i Finland. Den ligger i sjön Alvajärvi och i kommunen Pihtipudas i den ekonomiska regionen  Saarijärvi-Viitasaari och landskapet Mellersta Finland, i den centrala delen av landet, 400 km norr om huvudstaden Helsingfors. Öns area är 3,9 hektar och dess största längd är 0,5 kilometer i öst-västlig riktning.